# Mohamed Lakel
Mohamed Al-Amine Lakel (ur. 12 grudnia 2000) – algierski zapaśnik walczący w stylu wolnym. Zajął dwunaste miejsce na igrzyskach afrykańskich w 2019. Brązowy medalista mistrzostw Afryki w 2019. Mistrz Afryki juniorów w 2019 i kadetów w 2016 i 2017 roku.